# Hallelujah (album, Canned Heat)
Hallelujah je čtvrté studiové album bluesové skupiny Canned Heat, vydané v červenci roku 1969. V roce 2001 bylo vydáno v reedici se čtyřmi bonusovými skladbami.

## Seznam skladeb
1. "Same All Over" (Canned Heat, Henry Vestine) – 2:51
2. "Change My Ways" (Alan Wilson) – 2:47
3. "Canned Heat" (Bob Hite) – 4:22
4. "Sic 'em Pigs" (Hite, White) – 2:41
5. "I'm Her Man" (A. Leigh - actually by Bob Hite[1]) – 2:55
6. "Time Was" (Wilson) – 3:21
7. "Do Not Enter" (Wilson) – 2:50
8. "Big Fat (The Fat Man)" (Dave Bartholomew, Fats Domino) – 1:57
9. "Huautla " (V. Wolf - actually by Fito de la Parra[1]) – 3:33
10. "Get Off My Back" (Wilson) – 5:10
11. "Down in the Gutter, But Free" (Canned Heat) – 5:37
Bonusy na CD v roce 2001
12. "Time Was - Single Version" (Wilson) - 2:34
13. "Low Down" (Canned Heat) - 2:30
14. "Poor Moon" (Wilson) - 2:43
15. "Sic 'Em Pigs - Single Version" (Hite, White) - 1:54

## Sestava

### Canned Heat
- Bob Hite – zpěv
- Alan Wilson – slide kytara, zpěv, harmonika
- Henry Vestine – sólová kytara
- Larry Taylor – baskytara
- Fito de la Parra – bicí

### Ostatní
- Ernest Lane - piáno
- Mark Naftalin - piáno
- Elliot Ingber - doprovodný zpěv
- Javier Baitz - doprovodný zpěv
- Mike Pacheco - bonga

### Produkce
- Rich Moore - inženýr
- Skip Taylor - producent
- Canned Heat - producent